# Via Gregoriana

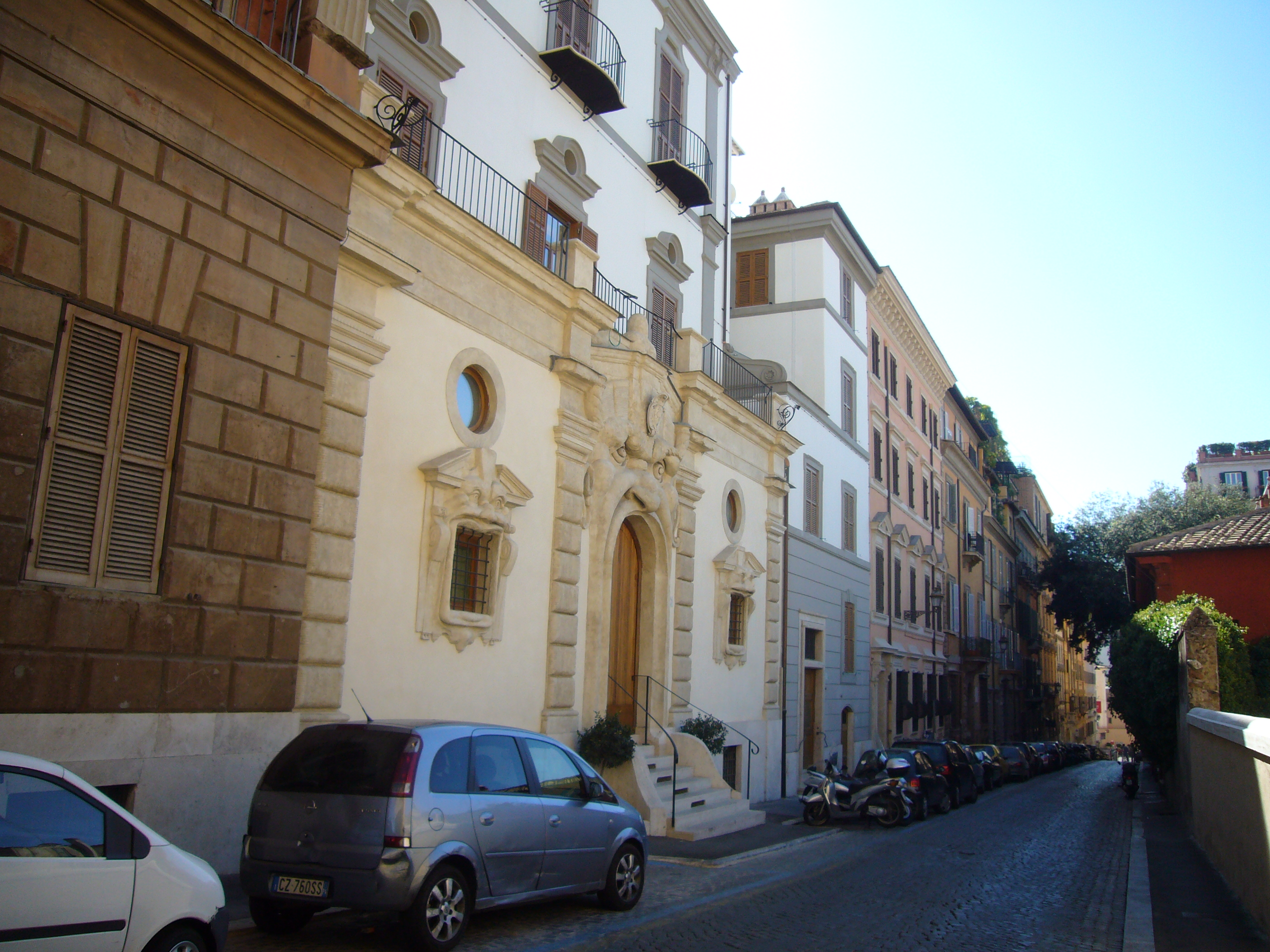
Via Gregoriana mit dem Palazzo Zuccari (2012)

Die Via Gregoriana ist eine römische Straße im Stadtteil Campo Marzio, die von der Via Capo le Case zur Piazza della Trinità dei Monti hinaufführt.
Sie wurde von Papst Gregor XIII. in Auftrag gegeben, der anlässlich des Jubiläums von 1575 eine Straße bauen ließ, die die einige Jahrzehnte zuvor errichtete Kirche Santissima Trinità dei Monti mit der darunter liegenden Renaissancestadt verbinden sollte. Sie ersetzte die von Domenico Fontana an derselben Stelle erbaute Treppe, um den Zugang zum Pincio-Hügel zu erleichtern.
Der „Handelsweg“ zwischen dem Rom der Renaissance und dem Pincio wurde jedoch vom nächsten Papst Sixtus V. mit der Eröffnung der neuen, weniger steilen Via Felice (heute Via Sistina) radikal verbessert, die den Weg zwischen der Basilika Santa Maria Maggiore und der Trinità dei Monti begradigte und ihn zwischen den beiden Obelisken, dem Obelisco Esquilino und dem Obelisco Sallustiano, einrahmte. 
Das neue Straßennetz machte die Via Gregoriana zu einer ruhigen und zurückhaltenden, wenn auch sehr zentralen Straße, und das ist sie bis heute geblieben, trotz des Verkehrs. Aufgrund der Lage residierten hier viele italienische und ausländische Künstler und Intellektuelle, allen voran Federico Zuccari, der auf dem Gipfel den Palazzo Zuccari, das so genannte „Haus der Ungeheuer“ (italienisch La casa dei Mostri), errichten wollte. Das Gebäude, das Anfang der 2000er Jahre umfassend renoviert wurde, beherbergt heute die Bibliotheca Hertziana der Max-Planck-Gesellschaft. 
Bekannte Bewohner der Via Gregoriana waren unter anderem Pietro Bracci, Friedrich Distelbarth, Ferdinand Gregorovius, Jean-Auguste-Dominique Ingres, Angelika Kauffmann, August Kestner, Christian Carl Magnussen und Friedrich Overbeck, Johann Joachim Winckelmann sowie Renato Balestra, Wolfgang Beinert und weitere. Zahlreiche Gedenktafeln an den Fassaden der Gebäude erinnern an weitere denkwürdige Bewohner. 

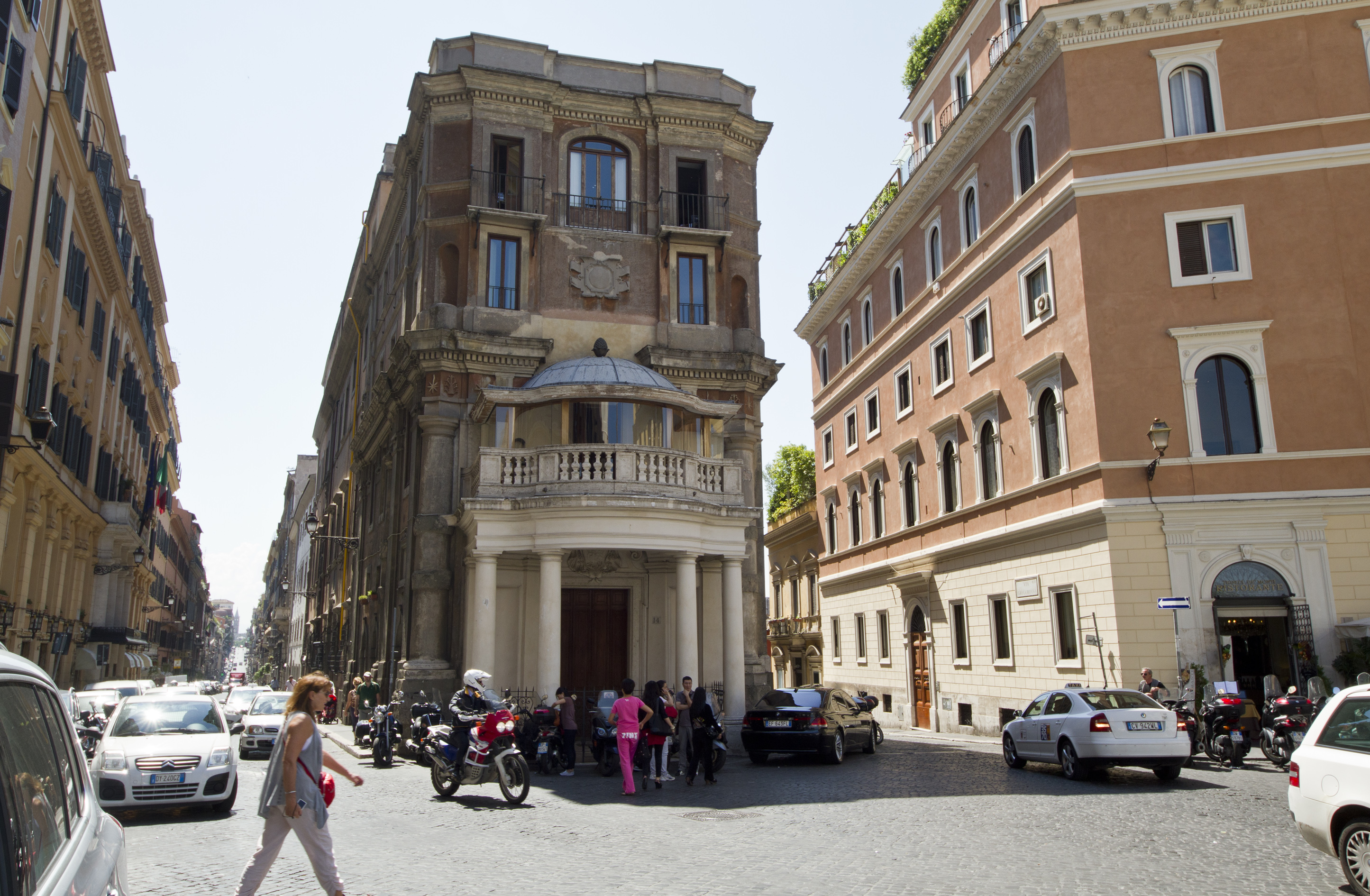
Ansicht Via della Trinita dei Monti und Via Gregoriana
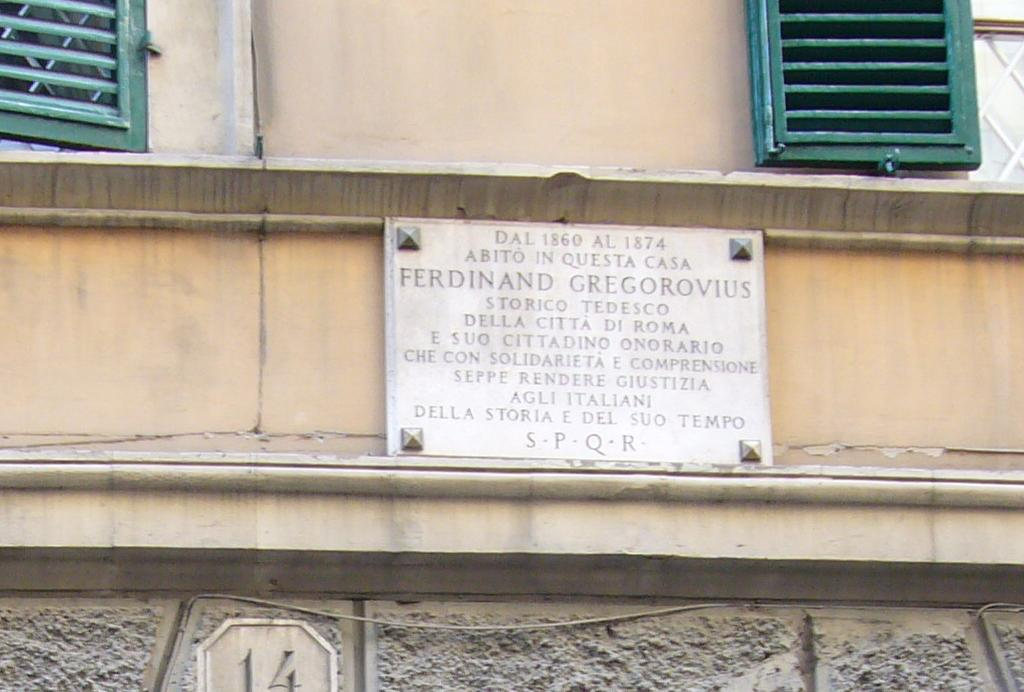
Gedenktafel für Ferdinand Gregorovius in der Via Gregoriana 14
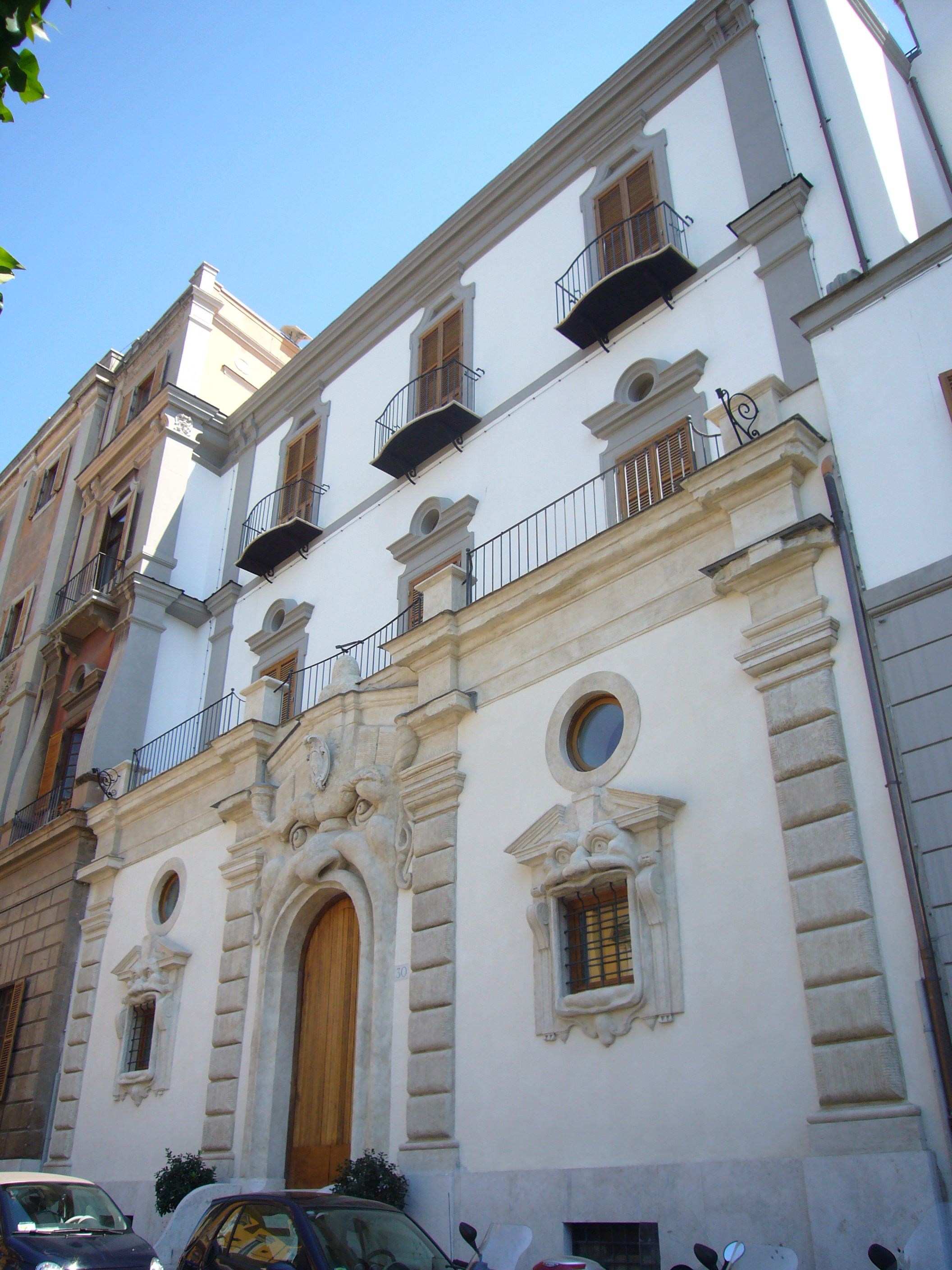
Palazzo Zuccari